# Concerto en ré mineur pour deux pianos et orchestre
Le Concerto en ré mineur pour deux pianos et orchestre, FP 61, est une œuvre concertante de Francis Poulenc pour deux pianos et orchestre.
Considérée comme une des dernières de sa première période, « c'est une œuvre gaie et directe, » que Poulenc compose selon la mode de l'époque : « […] aux environs de 1930, c'était l'époque des retours à quelque chose. Retour à Bach chez Hindemith, à Tchaïkovski chez Stravinsky ». Selon Philippe Cassard, il emprunte non seulement à l'histoire de la musique occidentale (Saint-Saëns dans la toccata du début, des quasi contrepoints à la Bach, Rachmaninov dans l'écriture pianistique, trois citations de Mozart, une de Ravel, çà et là des tournures qui viennent de Stravinsky, Prokofiev ou Chopin), mais aussi la musique orientale de gamelan qu'il venait de découvrir.
L’œuvre est écrite pour le pianiste Jacques Février, ami d'enfance de Poulenc avec qui il la crée le 5 septembre 1932 à La Fenice. Selon le compositeur insatisfait, l'« exécution trop virtuose, chiqué par certains côtés, avait étrangement masqué toute la poésie de l’œuvre » dont il estime certains passages comme faisant partie de « [ses] meilleures réussites ».
Pour certains, ce concerto, qui n'atteint toutefois pas la maturité musicale à laquelle Poulenc prétend alors, est un « pur divertissement ». Dans un entretien avec Stéphane Audel, Poulenc dira même : « Il est indiscutable, par exemple, que mon Concerto pour orgue et orchestre […] est d'une beaucoup plus grande densité musicale »

## Historique
Le concerto est une commande de la princesse Edmond de Polignac pour le Festival de Venise de 1932. À cette époque « rares étaient […] les concertos pour deux pianos. […] Désirant nous faire jouer à Venise, Jacques Février et moi, la princesse eut l'idée d'un double concerto. Cette commande m'enchanta et je l'écrivis très rapidement, en deux mois et demi. »
Poulenc compose le concerto chez sa sœur: « Je travaille comme un fou. Je fini mon Concerto à deux pianos et orchestre que je jouerai avec Février à Venise le 5 septembre. Brigitte [Manceaux] m'a beaucoup aidé dans mon travail, répétant certains passages un millier de fois ». Poulenc termine le 21 août 1932, sentant que les « années d'apprentissage » sont révolues : « du pur Poulenc » écrit-il à son ami Paul Collaer.
L'idée de mouvement perpétuel des deux pianos provient d'une démonstration de gamelan balinais entendue par Poulenc à l'Exposition coloniale de 1931. Le concerto est aussi influencé par le Concerto en sol de Maurice Ravel, joué pour la première fois en janvier 1932. Le mouvement central évoque quant à lui les concertos nos 20 (Romance), 21 (Andante) et 26 (Larghetto) de Mozart.

« Voulez-vous savoir ce que j'avais sur mon piano durant les deux mois de gestation du Concerto ? Les concertos de Mozart, ceux de Liszt, de Ravel et votre Partita. »

— Lettre de Poulenc à Igor Markevitch
Jacques Février le rejoint le jour même de l'achèvement de la partition pour travailler le nouveau concerto. Le 27 août, ils se rendent à Milan pour répéter, puis s'installent à Venise pour participer au 2e Festival international de musique qui se déroule du 3 au 15 septembre, sous les auspices de la Société internationale pour la musique contemporaine. Parmi les invités du palazzo Polignac se trouvent Arthur Rubinstein et Manuel de Falla venu créer Les Tréteaux de maître Pierre, autre commande de la riche mécène. Le 5 septembre 1932 à 21h30, au Teatro La Fenice, Poulenc et Février accompagnés par un orchestra da camera, composé de membres de l'orchestre de la Scala et dirigé par Désiré Defauw, créent le concerto au milieu d'un programme comprenant le Divertissement d'Albert Roussel, la Suite pour petit orchestre de Jacques Ibert et les Tableaux pittoresques de Joseph Jongen. Le musicologue Henry Prunières, directeur de La Revue musicale, rapporte un franc succès tout en déplorant le pastiche mozartien du second mouvement : « On y retrouve cette fraîcheur mélodique qui faisait le charme de ses premières compositions unie à une habileté harmonique et orchestrale qui lui fit longtemps défaut. »
Ce concert lance la carrière de Jacques Février : « Ayant toujours joué à deux pianos avec mon vieil ami d'enfance, Jacques Février, je dois avouer, immodestement, que la première audition fut impeccable ». Lui et Poulenc jouent ensuite le concerto à maintes reprises, la première parisienne ayant lieu le 21 mars 1933 salle Pleyel. Poulenc interprètera par la suite le concerto avec d'autres musiciens dont Benjamin Britten et le London Philharmonic Orchestra sous la direction Basil Cameron au Royal Albert Hall de Londres le 6 janvier 1945. Il en réalise également deux enregistrement officiels avec Pierre Dervaux (22-23 mai 1957) et Georges Prêtre (1960), mais aussi des enregistrements privés avec Charles Bruck (21 juin 1960) et Manuel Rosenthal (1962)
Fin septembre 1932, Poulenc réalise une transcription pour deux pianos et harcèle Paul Collaer pour qu'il programme son œuvre lors des Concerts Pro Arte de la saison bruxelloise à venir :

« Je suis ravi qu'on parle déjà du Concerto à deux pianos en Belgique. Je dois vous avouer immodestement qu'il a en effet épaté les gens du Festival. Le pauvre Pruneton [Henry Prunières] lui-même dans Les Nouvelles littéraires de cette semaine est obligé de convenir de « l'accueil triomphal ». Vous verrez par vous-même que c'est un énorme pas sur mes œuvres précédentes et que j'entre vraiment dans ma grande période. Vous comprendrez aussi que cette évolution a ses premiers germes dans le Concert champêtre et dans Aubade qui ont été deux échelons indispensables à mon évolution. Que le souci de la perfection technique et spécialement de l'orchestre m'ait entraîné peut-être au-delà de ma nature musicale dans ces deux concertos c'est possible, mais il le fallait et vous constaterez vous-même de quelle plume « précise » j'ai orchestré Le Bal et le Concerto qui sont bien du pur Poulenc je vous l'assure. Je dois rendre hommage à Defauw qui a été un chef remarquable et à l'orchestre de Toscanini pour lequel il n'existe pas de qualificatif… Bien entendu, j'ai promis à Defauw la première audition à Bruxelles ; la Radio devra donc attendre un peu pour le concerto, encore inédit d'ailleurs. Inutile de vous dire ma joie le jour où vous le jouerez, vous, l'ami de mes premiers jours. »

— Lettre de Francis Poulenc à Paul Collaer, 1er octobre 1932

## Analyse
Le concerto est orchestré pour deux pianos solo et un orchestre composé d'un piccolo, une flûte, deux hautbois (le deuxième jouant aussi du cor anglais), deux clarinettes, deux bassons, deux cors, deux trompettes, deux trombones, un tuba, des percussions (caisse claire, caisse claire peu profonde, grosse caisse, castagnettes, triangle, tambour militaire, cymbale suspendue) et des cordes.
Le concerto est en trois mouvements :
1. Allegro ma non troppo
2. Larghetto
3. Allegro molto

### Allegro ma non troppo
Le premier mouvement, en deux parties, est tout à fait singulier dans l'histoire du concerto. La première partie est une grande toccata tripartite avec une section centrale plus lente et une section finale fondée sur un thème nouveau rappelant la première section (forme A-B-C<A>). La seconde partie est une section lente totalement originale et indépendante, sans lien avec le mouvement central proprement dit.
La première section du mouvement commence par un tutti suivi d'un trait virtuose aux pianos évoquant d'emblée la musique de gamelan. Surgissent des cellules de quatre notes très marquées, se répondant de l'aigu au grave. Ce jeu est précédé et régulièrement interrompu par une gamme descendante, le tout ponctué de percussions sèches. Quelques motifs secondaires apparaissent çà et là pour varier le discours — parfois simples ornementations ajoutées à la gamme ou à la cellule de quatre notes. 
Cette première partie prend fin assez subitement pour une section nettement plus lente (la logique de la forme sonate appellerait un développement), un peu sentimentale, qui évoque cette fois le lyrisme extraverti d'un Serge Rachmaninov.
Le tempo initial revient, non avec une réexposition, mais avec le thème espiègle et primesautier modifié auquel s'intègre immédiatement le motif de quatre notes dans une orchestration très « foraine ». Cette sous-section possède un style et une homogénéité propres. La persistance du motif de quatre notes la raccroche à la première, constituant en quelque sorte un héritage plein de fantaisie du schéma ternaire classique A-B-A. 
La deuxième partie de ce premier mouvement apporte un contraste total lento subito : un bref crépitement de castagnettes fait place à des harmoniques de violoncelle et une musique presque statique succède aux pulsations de toccata. C'est une atmosphère « mystérieuse et claire tout à la fois » selon la partition. Un thème répétitif apparaît aux pianos sur six degrés diatoniques (type gamelan balinais) et se répète de manière obsessionnelle dans la nuance pianissimo. Au-dessus de celle-ci, venu d'un « ailleurs » mystérieux, d'abord dans l'aigu du premier piano puis aux harmoniques du violoncelle solo, apparaît le début du mouvement lent du Concerto en sol de Ravel, décanté de son aspect déchirant par sa transposition dans l'aigu et une couleur détimbrée (Ravel l'exposait au cor anglais). 

### Larghetto
Le deuxième mouvement emprunte l'allure paisible, tendre et classique d'un andante de Mozart. La ligne mélodique, très pure, cède la place à des accents d'un romantisme contrôlé qui s'abandonne fugitivement au rythme d'une valse rapide. Le mouvement se termine sur le thème pseudo-classique du début. 

« Dans le Larghetto de ce concerto je me suis permis, pour le thème initial, un retour à Mozart parce j'ai le culte de la ligne mélodique, et que je préfère Mozart à tous les autres musiciens. Si cela commence alla Mozart, cela ne tarde pas d'ailleurs à bifurquer, dès la réponse du second piano vers un style qui m'était familier à l'époque. »

— Francis Poulenc, Entretiens avec Claude Rostand

### Allegro molto
Le Final est un rondo syncrétique qui fusionne le style des rengaines du music-hall parisien, un certain jazz revu par George Gershwin et les sonorités envoûtantes d'un jeu de gamelan ; « cela sonne modern style et parfois de mauvais goût ». Dans une anecdote rapporté par Renaud Machart, Poulenc donne comme indication à Charles Bruck qui dirige le concerto à Strasbourg en 1960 : « Plus cochon ! ». La vivacité de l'ensemble s'alanguit un moment sur un thème expressif. La virtuosité pianistique reprend ses droits dans la brève coda qui revient à la musique balinaise.

## Discographie
- Francis Poulenc et Jacques Février, Orchestre de la Société des concerts du Conservatoire, Pierre Dervaux (dir.) - EMI Music, 1957
- Francis Poulenc et Jacques Février, Orchestre National de la RTF, Georges Prêtre (dir.) - EMI Music, 1960 (captation filmée)
- François-René Duchâble et Jean-Philippe Collard, Orchestre philharmonique de Rotterdam, James Conlon (dir.) - Erato, 1984
- Katia et Marielle Labèque, Orchestre symphonique de Boston, Seiji Ozawa (dir.) - Philips Classics, 1991
- Jean-Bernard Pommier et Anne Queffélec, City of London Sinfonia, Richard Hickox (dir.) -  Virgin Classics, 1996
- Éric Le Sage et Frank Braley, Orchestre philharmonique de Liège, Stéphane Denève (dir.) - RCA, 2004
- Claire Chevallier et Katerina Chrobokova, Anima Eterna Brugge, Jos van Immerseel (dir.) - Zig-Zag Territoires, 2011